# Estatua del Centinela de la Libertad
La Estatua del Centinela de la Libertad (en inglés: Statue of the Sentinel of Freedom) o Monumento Lapu Lapu (en inglés: Lapu Lapu Monument) es un monumento a Lapu-Lapu ubicado en el Parque Rizal (Manila, Filipinas) específicamente en el centro del Círculo Agrifina.

## Historia
En 2004, los miembros de la Cámara de Representantes Raúl del Mar y Nerissa Corazón Soon-Ruiz iniciaron la instalación de una estatua de Lapu-Lapu en el Parque Rizal como un movimiento para honrar a Lapu-Lapu como un héroe no solo de Cebú sino de todo Filipinas.
La estatua fue develada el 5 de febrero de 2004 a pesar de la oposición del Instituto Histórico Nacional (NHI), que insistía en que solo las estatuas de los héroes de la revolución filipina podrían estar en el Círculo Agrifina.
En 2014, la alcaldesa de Lapu-Lapu, Paz Radaza, solicitó el traslado de la estatua a su ciudad donde planeaba colocarla en una isla artificial a ser construida en la punta de la localidad. Esta propuesta surgió luego de que Radaza hablara con el secretario de Turismo, Ramón Jiménez, Jr., donde se planteó la opinión del Instituto Histórico Nacional (NHI) de que la estatua podría "profanar" el Parque Rizal. Raúl del Mar se opuso a la medida, quien dijo que la medida sería perjudicial y provocaría una “pérdida de honor y reconocimiento” para la provincia, Cebú y Lapu-Lapu.

## Diseño y simbolismo
La Estatua del Centinela de la Libertad fue diseñada por el escultor Juan Sajid Imao. El monumento está compuesto por una estatua de bronce de 12 metros sobre un pedestal de 3 metros. Imao señaló que su trabajo en la estatua busca retratar a Lapu-Lapu como un hombre fuerte y amante de la paz que también está listo para defenderse de aquellos que amenazan su libertad. Lapu-Lapu no se representa en una postura de lucha, sino más bien de pie de guardia sosteniendo un campilán cubierto con una vaina y plantado en el suelo. El entonces subsecretario de Turismo, Oscar Palabyab, decidió crear una estatua para Lapu-Lapu, no principalmente por su victoria sobre Fernando de Magallanes, sino por el valor que representa en la historia.
La distancia entre la estatua y el Monumento a Rizal, dedicado a José Rizal, es de 120 m (400 pies), lo que representa la "brecha de 400 años" entre Lapu-Lapu y Rizal. Según Richard Gordon (secretario de turismo en 2004), Lapu-Lapu representa a los musulmanes y Rizal representa a los cristianos tagalos en la historia de Filipinas.